# Prosopis caldenia
Prosopis caldenia е вид растение от семейство Бобови (Fabaceae).

## Разпространение
Разпространен е в Аржентина.